# História do Recife
História do Recife diz respeito à trajetória histórica da cidade brasileira do Recife, capital do estado de Pernambuco, que confunde-se em muitos momentos com a história do Brasil. 
A atual área metropolitana do Recife foi palco de muitos dos primeiros fatos históricos do Novo Mundo: no Cabo de Santo Agostinho ocorreu o descobrimento pré-cabralino do Brasil pelo navegador espanhol Vicente Yáñez Pinzón, no dia 26 de janeiro de 1500; e na Ilha de Itamaracá estabeleceu-se, em 1516, o primeiro "Governador das Partes do Brasil", Pero Capico, que ali construiu o primeiro engenho de açúcar de que se tem notícia na América portuguesa. O atual município do Recife tem sua origem intimamente ligada ao município de Olinda. No foral (carta de direitos feudais) de Olinda, concedido por Duarte Coelho em 1537, há uma referência ao "Arrecife dos navios", um lugarejo habitado por mareantes e pescadores. O Recife permaneceu português até a independência do Brasil, com a exceção de um período de ocupação holandesa.

## Território caeté e invasão portuguesa
Habitava a região que hoje corresponde ao município de Recife a nação Caeté, cujo território se estendia da Paraíba ao Rio São Francisco. A baía entulhada do rio Capibaribe, que forma a planície onde hoje se encontra a cidade, servia de lar para algumas aldeias presentes ao longo da várzea desse rio, onde algumas dessas aldeias sobreviveriam até meados da ocupação holandesa no século XVII.

Alguns dos bairros da cidade atual mantém uma denominação tupi que remete às características de seu entorno, dada a influência desses habitantes originais na atual configuração urbana do Recife. São alguns dos bairros que carregam em seu nome tal característica a Caxangá, a Iputinga, o Paissandu, Beberibe, o Ibura e Tejipió. Apesar de apelidada por "Veneza Brasileira", o Recife atual não utiliza seu potencial aquático como se relata ter sido a vida dos moradores caetés:
"Para passarem estes [os caetés] aquele rio [o São Francisco], que é um dos maiores do Brasil e irem ao outro lado fazer suas entradas pelo território tupinambá, usavam embarcações que faziam de certas palhas compridas, como se fossem tábuas, e que chamam de piripiri. Fazem delas os moradores daquele lugar [o território caeté] esteiras e enxergões para suas camas. Essas tábuas, depois de bem secas ao sol, juntavam em molhos onde dentro encaixavam um varapau do tamanho que fosse necessário. Prendiam bem os molhos com aneis feitos de cipó, que chamam de timbó, curtos e fortes, e depois juntando um molho com outro formavam uma esteira ainda maior, unidas entre si por paus, como chamam de jangadas. E com aquelas embarcações atravessam o rio e iam assaltar os tupinambás do outro lado."

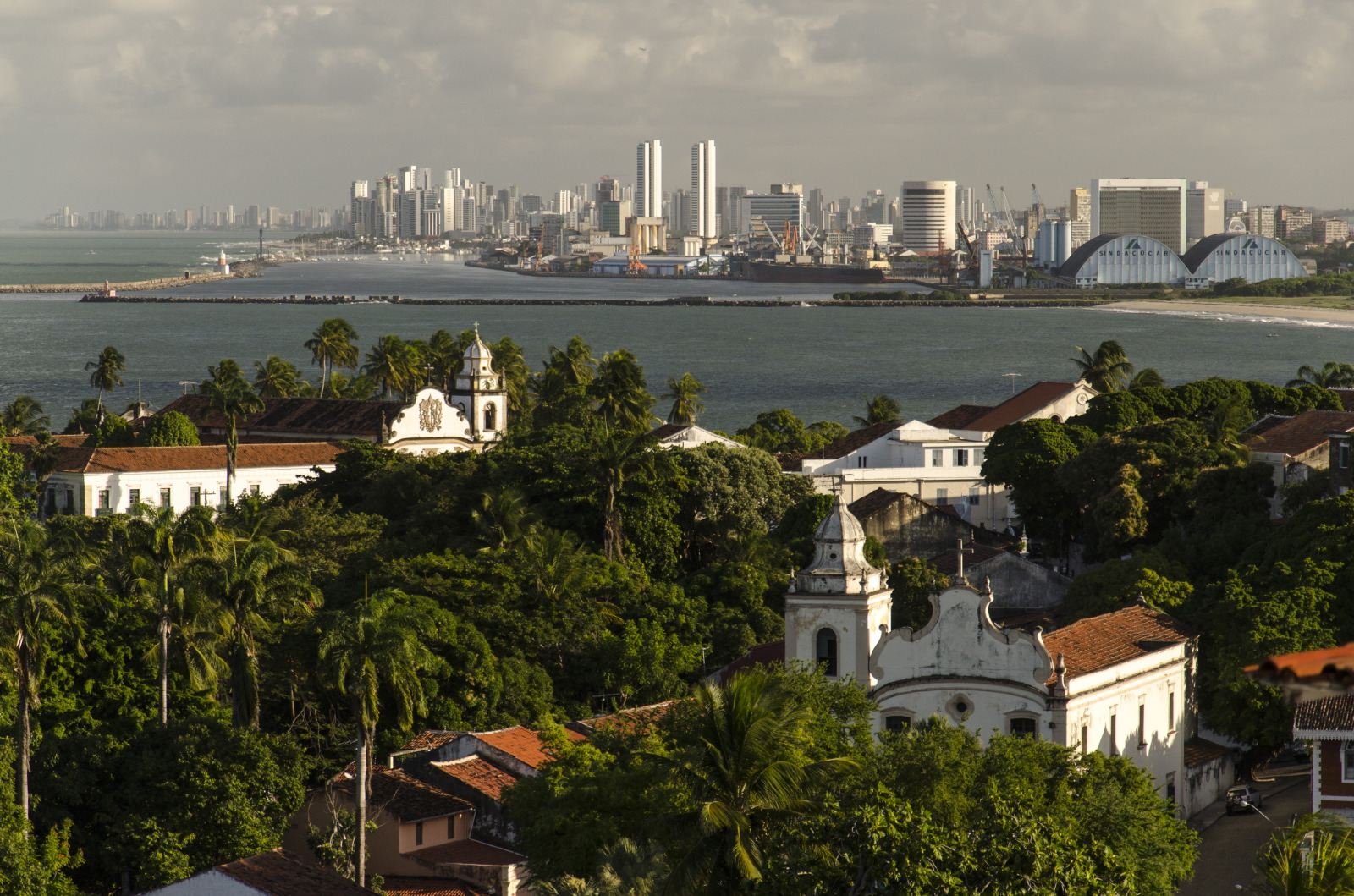
Olinda foi o local mais rico do Brasil Colônia da sua criação até a Invasão Holandesa, quando foi devastada. O Recife sobrepôs então a vila que o originou. Na foto, Olinda e Recife.

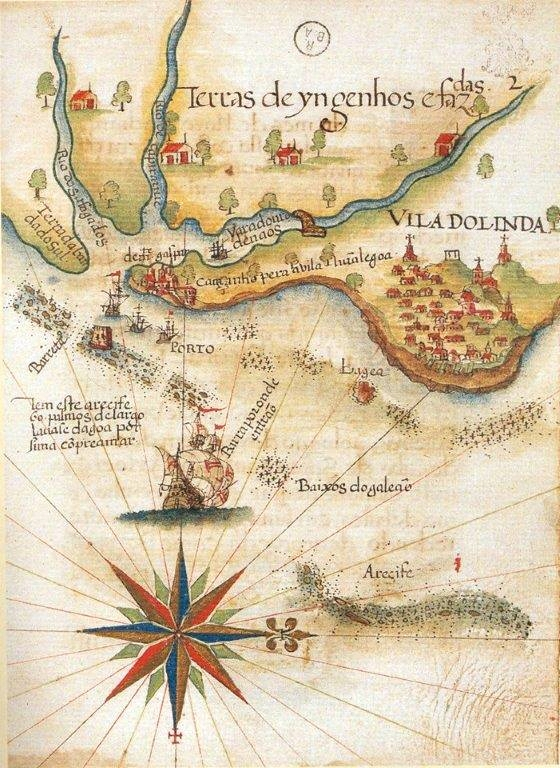
A vila de Olinda e o porto do Recife no fim do século XVI. Do códice da Biblioteca da Ajuda: Roteiro de todos os sinais, conhecimentos, fundos, baixos, alturas que há na costa do Brasil.

No início do século XVI, os caetés resistiram às invasões portuguesas, isolando os invasores na feitoria de Itamaracá, fundada pela armada de Cristóvão Jacques em 1516. Rivais da coroa portuguesa, os franceses aliaram-se aos caetés e tomaram a feitoria de Pero Capico, seu administrador-fundador e fizeram refém seus ocupantes. Assim que tomou posse em 1521, D. João III de Portugal, despachou uma esquadra que tomou de volta a estrutura à força, esgotadas as tentativas de diplomacia com a coroa francesa. Dado o cenário no Atlântico, fez-se necessário a Portugal ocupar a região, quando então em 1530 partiu Duarte Coelho para ocupar as terras cedidas a ele pela coroa portuguesa.
Durante os anos anteriores à invasão da Companhia das Índias Ocidentais, o povoado do Recife existiu apenas em função do porto e à sombra da sede Olinda, local que a aristocracia escolheu para residir devido à sua localização elevada, que facilitava a defesa. Ergueram-se fortificações e paliçadas em defesa do povoado e do porto do Recife, todas elas voltadas para o mar. Os temores voltavam-se para o oceano por conta dos constantes ataques ao litoral da América Portuguesa pela navegação de corso e pirataria, uma vez que Pernambuco era o centro da economia colonial.

## Saque do Recife (1595)
O Saque do Recife, também conhecido como "Expedição Pernambucana de Lancaster", foi um episódio da Guerra Anglo-Espanhola ocorrido em 1595 no porto do Recife. Liderada pelo almirante inglês James Lancaster, foi a única expedição de corso da Inglaterra que teve como objetivo principal o Brasil e representou o mais rico butim da história da navegação de corso do período elisabetano.

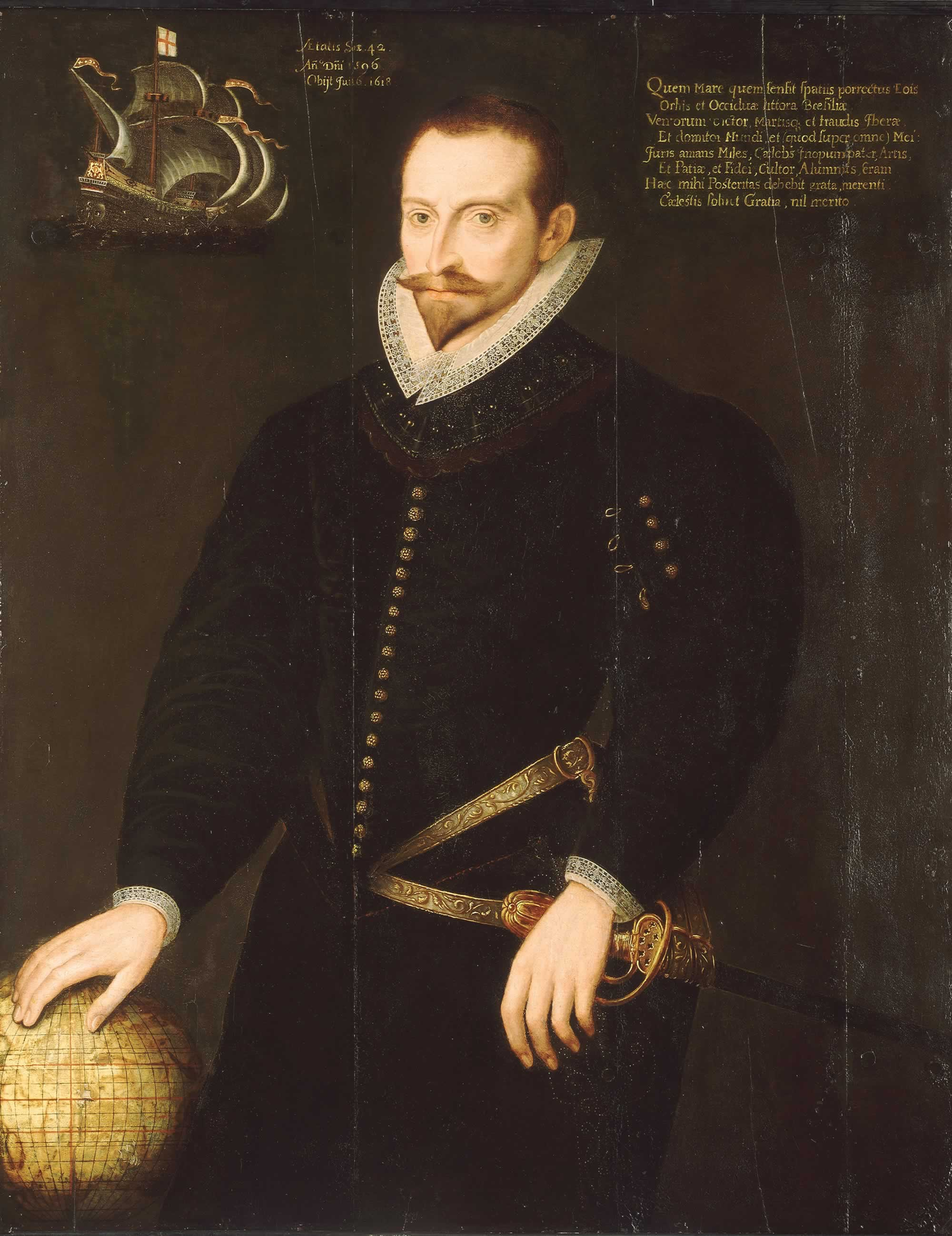
O célebre corsário inglês James Lancaster arrebatou no Recife, com o auxílio de holandeses, o mais rico butim da história da navegação de corso da Inglaterra elisabetana, durante a Guerra Anglo-Espanhola.

A União Ibérica, união dinástica entre as monarquias de Portugal e da Espanha, colocou o Brasil em conflito com potências europeias que eram amigas de Portugal mas inimigas da Espanha, como a Inglaterra e a Holanda. A Capitania de Pernambuco, mais rica de todas as possessões portuguesas, se tornou então um alvo cobiçado.
Poucos anos após derrotarem a Invencível Armada espanhola, em 1588, os ingleses tiveram acesso a manuscritos portugueses e espanhóis que detalhavam a costa do Brasil. Um deles, de autoria do mercador português Lopes Vaz, veio a ser publicado em inglês e enfatizava as qualidades da rica vila de Olinda ao dizer que "Pernambuco é a mais importante cidade de toda aquela costa". A opulência pernambucana impressionara o padre Fernão Cardim, que surpreendeu-se com "as fazendas maiores e mais ricas que as da Bahia, os banquetes de extraordinárias iguarias, os leitos de damasco carmesim, franjados de ouro e as ricas colchas da Índia", e resumiu suas impressões numa frase antológica: "Enfim, em Pernambuco acha-se mais vaidade que em Lisboa". Logo a capitania seria vista pelos ingleses como um "macio e suculento" pedaço do Império de Filipe II.
A expedição de James Lancaster saiu de Blackwall, na Grande Londres, em outubro de 1594, e navegou através do Atlântico capturando numerosos navios antes de atingir Pernambuco. Ao chegar, Lancaster tomou o porto do Recife e nele permaneceu por quase um mês, derrotando uma série de contra-ataques portugueses antes de sair. O montante de açúcar, pau-brasil, algodão e mercadorias de alto preço saqueado foi robusto, obrigando-o a fretar navios holandeses e franceses que lá estavam para levar as mercadorias para a Inglaterra. Dos navios que partiram do Recife, apenas uma pequena nau não chegou ao seu destino. O lucro dos investidores, entre eles Thomas Cordell, então prefeito de Londres, e o vereador da cidade de Londres John Watts, foi assombroso, estimado em mais de 51 mil libras esterlinas. Do total, 6.100 libras ficaram com Lancaster e 3.050 foram para a Rainha. Com tal desfecho, a expedição foi considerada um absoluto sucesso militar e financeiro.
Após a visita de Lancaster, a Capitania de Pernambuco organizou duas companhias armadas para a defesa da região, cada uma delas com 220 mosqueteiros e arcabuzeiros, uma sediada em Olinda e outra no Recife. Anos mais tarde, até meados de 1626, o então governador Matias de Albuquerque procurou estabelecer posições fortificadas no porto do Recife a fim de que se pudesse dissuadir a Companhia Holandesa das Índias Ocidentais da ideia empreendida na Bahia em 1624.

## Invasão holandesa (1630-1654)

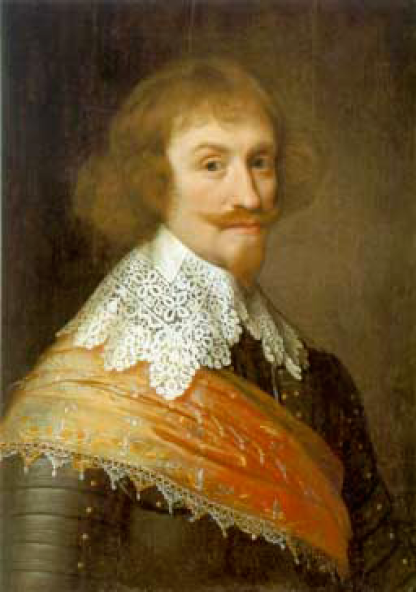
O conde Maurício de Nassau.

Em 1630, a Companhia Holandesa das Índias Ocidentais invade a Capitania de Pernambuco, então a mais rica capitania do Brasil Colônia e maior produtora de açúcar do mundo. No Recife, foi iniciada a construção de Mauritsstad (Cidade Maurícia, ou Mauriceia), a capital do Brasil Holandês durante 24 anos, que foi governada de 1637 a 1644 pelo conde alemão (a serviço da coroa holandesa) Maurício de Nassau. O império holandês na América era composto na época por uma cadeia de fortalezas que iam do Ceará à embocadura do rio São Francisco, ao sul de Alagoas. Os holandeses também possuíam uma série de feitorias na Costa da Mina e em Angola, situadas no outro lado do Atlântico, o que lhes dava controle sobre o açúcar e o tráfico negreiro, administradas pela Companhia das Índias Ocidentais.

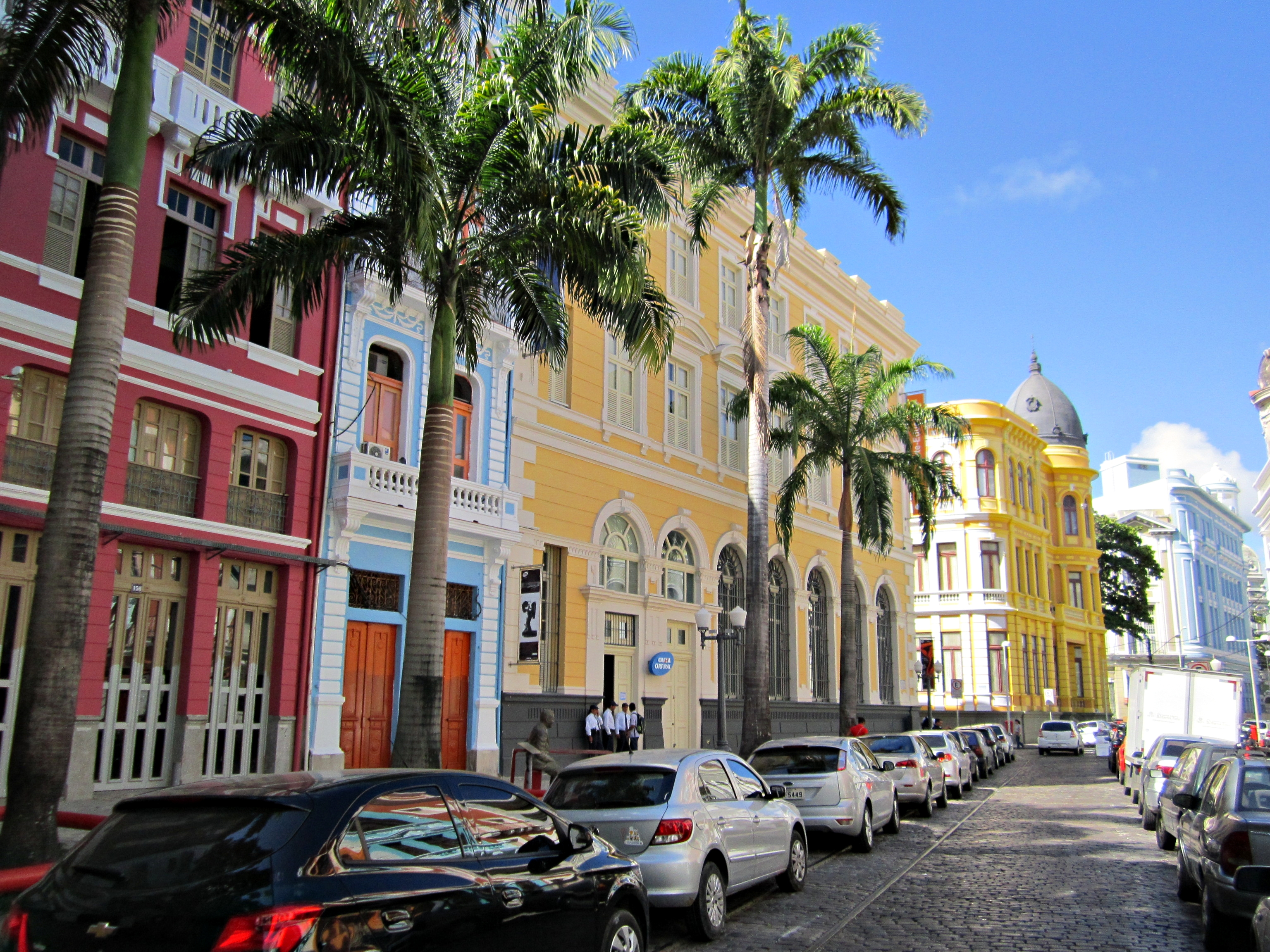
Na Rua do Bom Jesus está situada a Kahal Zur Israel, primeira sinagoga da América. O Recife foi a mais cosmopolita cidade do continente durante o governo de Nassau.

O conde desembarcou na Nieuw Holland, a Nova Holanda, em 1637, acompanhado por uma equipe de arquitetos e engenheiros. Nesse ponto, começa a construção de Mauritsstad, que foi dotada de pontes, diques e canais para vencer as condições geográficas locais. O arquiteto Pieter Post foi o responsável pelo traçado da nova cidade e de edifícios como o Palácio de Friburgo, sede do poder de Nassau na Nova Holanda, que tinha um observatório astronômico — o primeiro do Hemisfério Sul —, e abrigou o primeiro farol e o primeiro jardim zoobotânico do continente americano.
Maurício de Nassau realizou uma política de tolerância religiosa frente aos católicos e calvinistas. Além disso, permitiu a migração de judeus ao Recife e a criação de uma sinagoga, a Kahal Zur Israel, inaugurada em 1642 e considerada o primeiro templo judaico da América. Nassau era também um entusiasta da ciência e das belas-artes. Ao embarcar para o Brasil, trouxe uma plêiade de naturalistas e pintores para retratar e estudar a novo continente. Entre estes, merecem destaque os pintores Frans Post e Albert Eckhout, que retrataram as paisagens e os habitantes locais; e o médico Willem Piso e o naturalista Georg Marggraf, que estudaram a fauna e a flora, a farmacopeia local e as doenças tropicais. Durante o seu governo, o Recife foi a mais cosmopolita cidade de toda a América. Ele retornou à Holanda em 1644, demitido devido a desentendimentos com as autoridades da Companhia, que não se contentaram com o nível de lucros das possessões brasileiras.
Durante a ocupação holandesa foram cunhadas, no Recife, as primeiras moedas em solo brasileiro: os florins (ouro) e os soldos (prata), que continham a palavra Brasil.

### Insurreição Pernambucana (1645-1654)

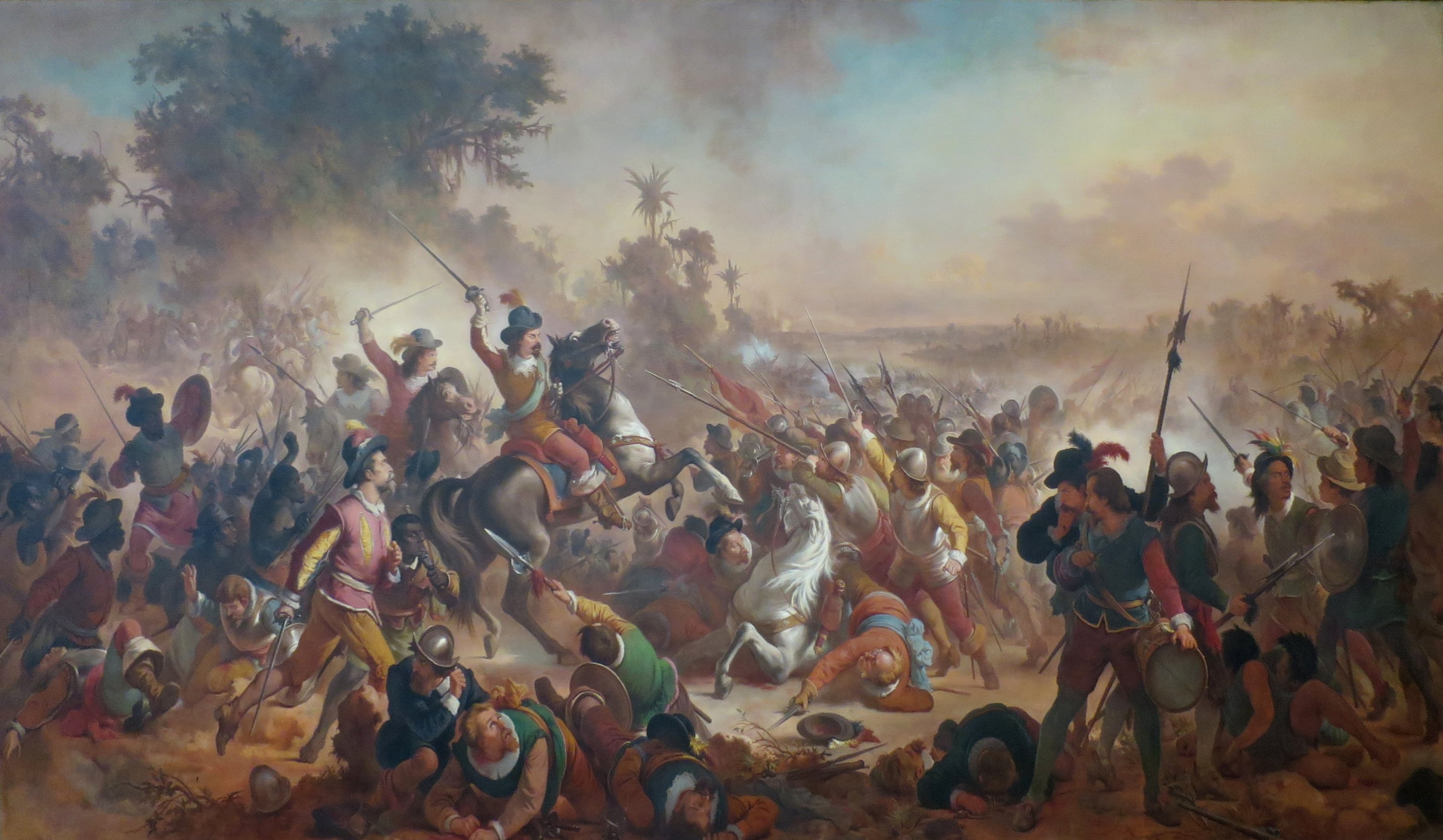
As Batalhas dos Guararapes, episódios decisivos na Insurreição Pernambucana, são consideradas a origem do Exército Brasileiro.

Os novos governantes holandeses, que vieram depois da Nassau, entraram em conflito com a população local. Descontentes com a situação, 18 líderes insurretos pernambucanos assinaram compromisso para lutar contra o domínio holandês na capitania, depois de uma reunião no Engenho de São João, em 15 de maio de 1645. Com o acordo assinado, foi iniciado o contra-ataque à invasão holandesa, que durava mais de dez anos naquela altura. A primeira vitória importante dos insurgentes aconteceu no Monte das Tabocas (hoje localizado no município de Vitória de Santo Antão), onde 1.200 insurretos mazombos armados de armas de fogo, foices, paus e flechas derrotaram numa emboscada 1.900 holandeses bem armados e bem treinados. O sucesso deu ao líder do movimento, Antônio Dias Cardoso, o apelido de Mestre das Emboscadas.
Os holandeses que sobreviveram seguiram para Casa Forte, sendo novamente derrotados pela aliança dos mazombos, índios nativos e escravos negros. Recuaram novamente para as fortificações em Cabo de Santo Agostinho, Pontal de Nazaré, Sirinhaém, Rio Formoso, Porto Calvo e Forte Maurício, sendo sucessivamente derrotados pelos insurretos. Com a chegada gradativa de reforços portugueses, os holandeses por fim foram expulsos em 1654, na segunda Batalha dos Guararapes. A data da primeira das Batalhas dos Guararapes é considerada a origem do Exército Brasileiro.

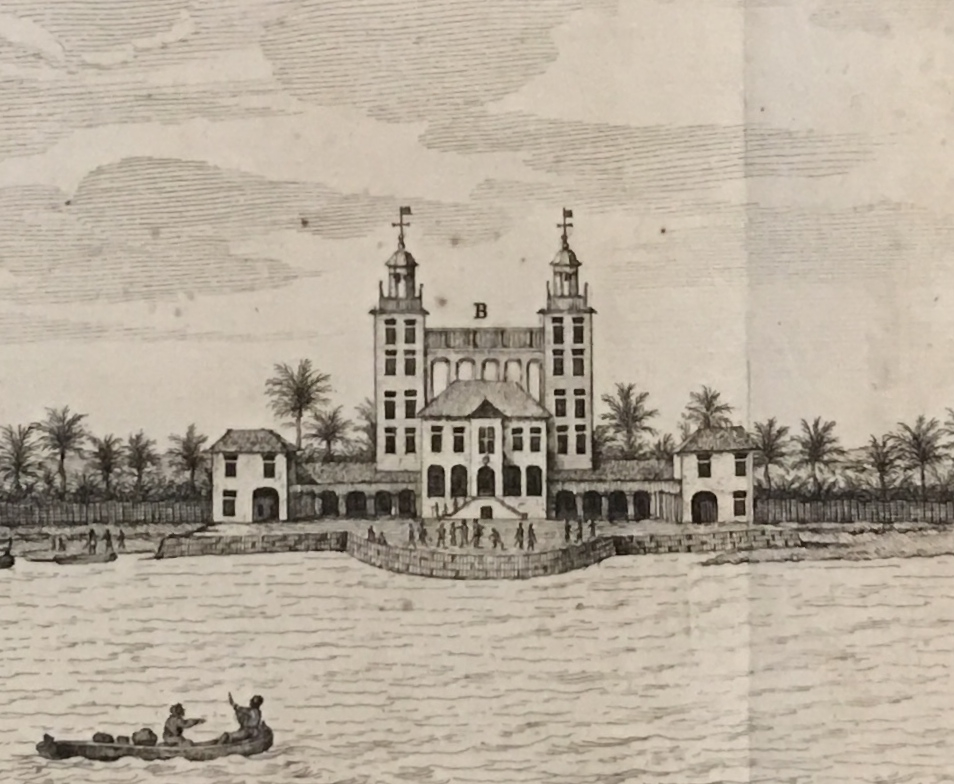
O Palácio de Friburgo (1642), local de residência e de despachos de Maurício de Nassau, foi demolido no século XVIII devido aos danos causados durante a Insurreição Pernambucana.

Tomada a colônia holandesa, os judeus receberam um prazo de três meses para partir ou se converter ao catolicismo. Com medo da fogueira da Inquisição, quase todos venderam o que tinham e deixaram o Recife em 16 navios. Parte da comunidade judaica expulsa de Pernambuco fugiu para Amsterdã, e outra parte se estabeleceu em Nova Iorque. Através deste último grupo a ilha de Manhattan, atual centro financeiro dos Estados Unidos, conheceu grande desenvolvimento econômico; e descendentes de judeus egressos do Recife tiveram participação ativa na história estadunidense: Gershom Mendes Seixas, aliado de George Washington na Guerra de Independência dos Estados Unidos; seu filho Benjamin Mendes Seixas, fundador da Bolsa de Valores de Nova Iorque; Benjamin Cardozo, juiz da Suprema Corte dos Estados Unidos ligado a Franklin Delano Roosevelt; entre outros. A economia açucareira local passou então a enfrentar a competição das Antilhas Holandesas, para onde os holandeses levaram a tecnologia da produção de açúcar.
Devido à Primeira Guerra Anglo-Neerlandesa, a República Holandesa não conseguiu auxiliar os holandeses em território brasileiro. Com o fim da guerra contra os ingleses, a Holanda exige a devolução da colônia em maio de 1654. Sob ameaça de uma nova invasão do Nordeste brasileiro, Portugal firma acordo com os holandeses e os indeniza com 4 milhões de cruzados e duas colônias: o Ceilão (atual Sri Lanka) e as ilhas Molucas (parte da atual Indonésia). Em 6 de agosto de 1661, a Holanda cede formalmente a região ao Império Português através da Paz de Haia.

## Segunda metade do século XVII ao século XIX
Com o término da Insurreição Pernambucana, a Capitania de Pernambuco lutava por reconstruir Recife e Olinda, ambas destruídas com as lutas contra os invasores holandeses. É nesse cenário que inicia-se uma outra etapa da história recifense, marcada por diversos episódios de relevo na história do Brasil. Entre a segunda metade do período de dominação portuguesa e o período imperial, a cabeça de Zumbi dos Palmares (cortada após sua morte) foi exposta em praça pública no Recife e ocorreram importantes movimentos na atual capital pernambucana como a Conjuração de "Nosso Pai", a Guerra dos Mascates, a Revolução Pernambucana, a Confederação do Equador e a Revolução Praieira.

### Conjuração de "Nosso Pai" (1666)
Em 1666, os senhores de engenho, radicados em Olinda e com reservas quanto ao porto do Recife, acreditavam merecer maiores reconhecimentos da Coroa Portuguesa, pelo contributo na expulsão dos neerlandeses. Portugal, entretanto, mandou para governar a Capitania Jerônimo de Mendonça Furtado, um estranho, contrariando assim os interesses de muitos pernambucanos, que se julgavam merecedores de ocupar a função, e não um estrangeiro. O estopim da Conjuração de "Nosso Pai", que culminou com a prisão e deposição do governador, foi a estada, no porto do Recife, de uma esquadra francesa, que por ordem da Corte, foram bem tratados. Os insurgentes fizeram divulgar a notícia de que o governador estaria a serviço dos estrangeiros, que preparavam um ataque à província, e seu consequente saque.

### Guerra dos Mascates (1710-1711)
Após a invasão holandesa, muitos comerciantes vindos de Portugal — chamados pejorativamente de "mascates" — estabelecem-se no Recife, trazendo prosperidade à vila. O desenvolvimento do Recife foi visto com desconfiança pelos olindenses, em grande parte formada por senhores de engenho em dificuldades econômicas. O conflito de interesses políticos e econômicos entre a nobreza açucareira pernambucana e os novos burgueses deu origem à Guerra dos Mascates, entre os anos de 1710 e 1711, durante a qual o Recife foi palco de combates e cercos. A Guerra dos Mascates é considerada um movimento nativista pela historiografia em história do Brasil.

### Revolução Pernambucana (1817)
Em 6 de março de 1817 eclodiu no Recife a chamada Revolução Pernambucana, também conhecida como "Revolução dos Padres". Dentre as suas causas, destacam-se a influência das ideias iluministas propagadas pelas sociedades maçônicas, o absolutismo monárquico português e os enormes gastos da Família Real e seu séquito recém-chegados ao Brasil — a Capitania de Pernambuco, então a mais lucrativa da colônia, era obrigada a enviar para o Rio de Janeiro grandes somas de dinheiro para custear salários, comidas, roupas e festas da Corte, o que dificultava o enfrentamento de problemas locais (como a seca ocorrida em 1816) e ocasionava o atraso no pagamento dos soldados, gerando grande descontentamento no povo pernambucano. A insurreição foi liderada pelo comerciante Domingos José Martins e pelo Padre João Ribeiro, com o apoio dos religiosos Vigário Tenório, Padre Miguelinho, Padre Roma, Vigário de Santo Antônio, Frei Caneca e mais Antônio Carlos de Andrada (irmão de José Bonifácio), José de Barros Lima, Domingos Teotônio Jorge, Antônio Henriques Rabelo, Manuel Corrêa de Araújo, Cruz Cabugá, José Luís de Mendonça, Gervásio Pires, José de Barros Falcão de Lacerda, entre outros. Tendo conseguido dominar o Governo Provincial, se apossaram do tesouro da província, instalaram um governo provisório e proclamaram a República. A repressão ao movimento foi sangrenta: muitos revoltosos foram arcabuzados ou enforcados com seus corpos esquartejados depois de mortos, enquanto outros morreram na prisão. Também em retaliação, foi desmembrada de Pernambuco, com sanção de Dom João VI, a Comarca das Alagoas, cujos proprietários rurais haviam se mantido fiéis à Coroa, e como recompensa, puderam formar uma capitania independente.
Os revolucionários, oriundos de várias partes da colônia, tinham como objetivo principal a conquista da independência do Brasil em relação a Portugal, com a implantação de uma república liberal. O movimento abalou a confiança na construção do império americano sonhado por Dom João, e por este motivo é considerado o precursor da independência conquistada em 1822.
- Forte Waerdemburch, um dos muitos fortes demolidos no Recife
- Forte do Buraco, hoje em ruínas. Foi dinamitado pela Marinha do Brasil para a construção de uma base naval, porém a obra não foi realizada
- Forte do Brum
- Forte das Cinco Pontas
- Forte Orange

### Convenção de Beberibe (1821)
Pernambuco foi a primeira província brasileira a se separar do Reino de Portugal, onze meses antes da proclamação da Independência do Brasil pelo Príncipe Dom Pedro de Orleans e Bragança. No dia 29 de agosto de 1821, teve início um movimento armado contra o governo do capitão general Luís do Rego Barreto — o algoz da Revolução Pernambucana —, culminando com a formação da Junta de Goiana, tornando-se vitorioso com a rendição das tropas portuguesas em capitulação assinada a 5 de outubro do mesmo ano, quando da Convenção de Beberibe, responsável pela expulsão dos exércitos portugueses do território pernambucano. O Movimento Constitucionalista de 1821 é considerado o primeiro episódio da Independência do Brasil.

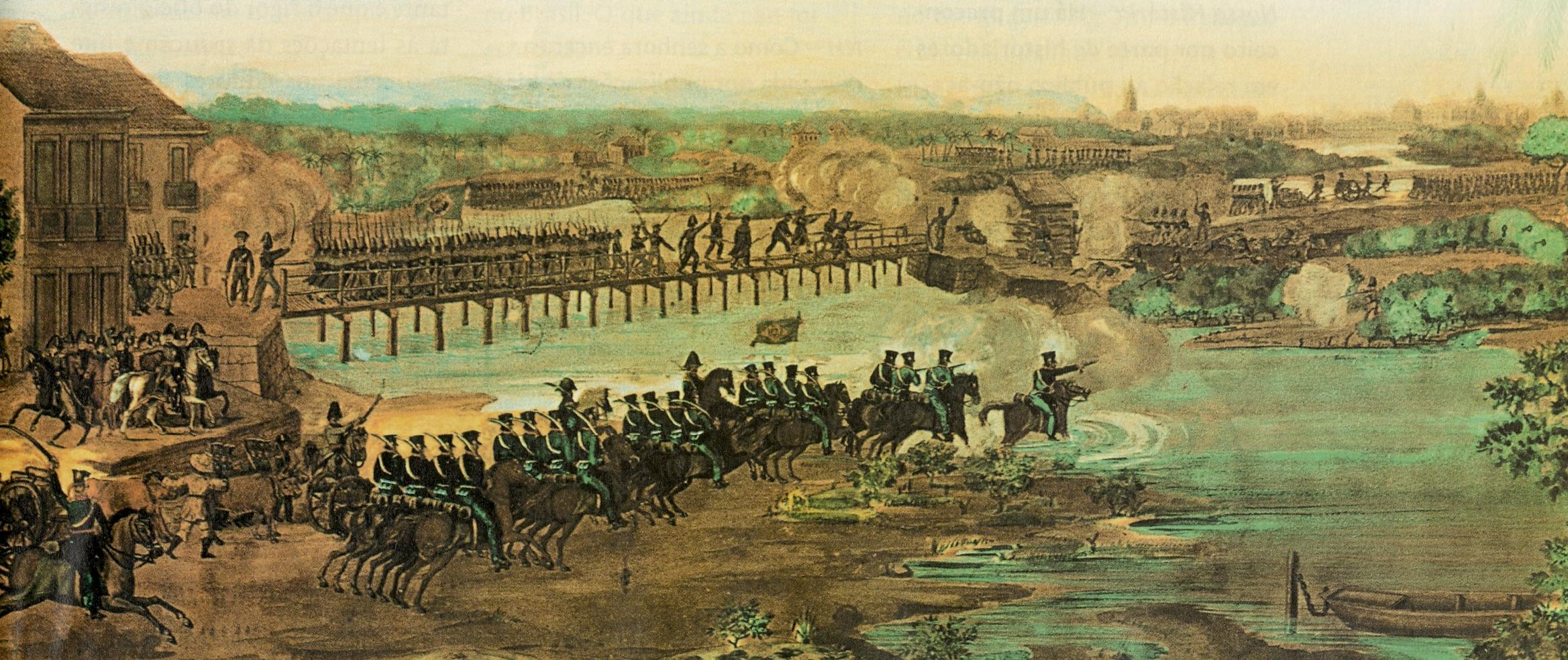
Exército do Império do Brasil ataca as forças confederadas no Recife, em 1824, no contexto da Confederação do Equador.

### Confederação do Equador (1824)
Em 1824, a Confederação do Equador, um movimento revolucionário, de caráter separatista e republicano, surgiu em Pernambuco e representou a principal reação contra a tendência absolutista e a política centralizadora do governo de Dom Pedro I (1822-1831), esboçada na Carta Outorgada de 1824, a primeira Constituição do país. Pernambuco esperava que a primeira Constituição do Império seria do tipo federalista, e daria autonomia para as províncias resolverem suas questões. Como punição a Pernambuco, Dom Pedro I determinou, através de decreto de 7 de julho de 1824, o desligamento do extenso território da Comarca do Rio de São Francisco (atual Oeste Baiano), passando-o, inicialmente, para Minas Gerais e, depois, para a Bahia.

### Revolução Praieira (1848-1850)
A Revolução Praieira, também denominada "Insurreição Praieira", "Revolta Praieira" ou simplesmente "Praieira", foi um movimento de caráter liberal e separatista ocorrido na província de Pernambuco entre os anos de 1848 e 1850. A última das revoltas provinciais está ligada às lutas político-partidárias que marcaram o Período Regencial e o início do Segundo Reinado. A monarquia brasileira era duramente contestada pelas novas ideias liberais da época. Para além do descontentamento com o governo imperial, grande parte da população pernambucana mostrava-se insatisfeita com a concentração fundiária e do poder político na província, a mais importante do Nordeste. Foi nesse contexto que surgiu o Partido da Praia, criado para opor-se ao Partido Liberal e ao Partido Conservador, ambos dominados por duas famílias poderosas que viviam fazendo acordos políticos entre si. Houve uma série de disputas pelo poder, até que, em 7 de novembro de 1848, iniciou-se a luta armada. Em Olinda, os líderes praieiros lançaram o “Manifesto ao Mundo”, e, no Recife, iniciaram os ataques contra as tropas do governo imperial, que interveio e pôs fim à maior insurreição ocorrida no Segundo Reinado. A derrota do movimento representou uma demonstração de força do governo de Dom Pedro II (1840-1889).

## Início do século XX até os dias atuais
No início do século XX, o Recife era ainda uma cidade muito influente: só perdia em importância político-econômica para o Rio de Janeiro. Nos anos 1910, a cidade pretendia tornar-se moderna, tal como Paris, através da reforma do porto e construção de largas avenidas, sem preocupação com a preservação dos edifícios históricos, muitos dos quais completamente demolidos. Como em todo o Brasil, o modernismo não afetou as graves diferenças sociais. Iniciou-se então um período de agitação cultural, e a Belle Époque mostrou a busca de novas linguagens para traduzir as velozes mudanças trazidas pelas novas técnicas. Os recifenses tinham até os meados do século uma forte influência cultural francesa.

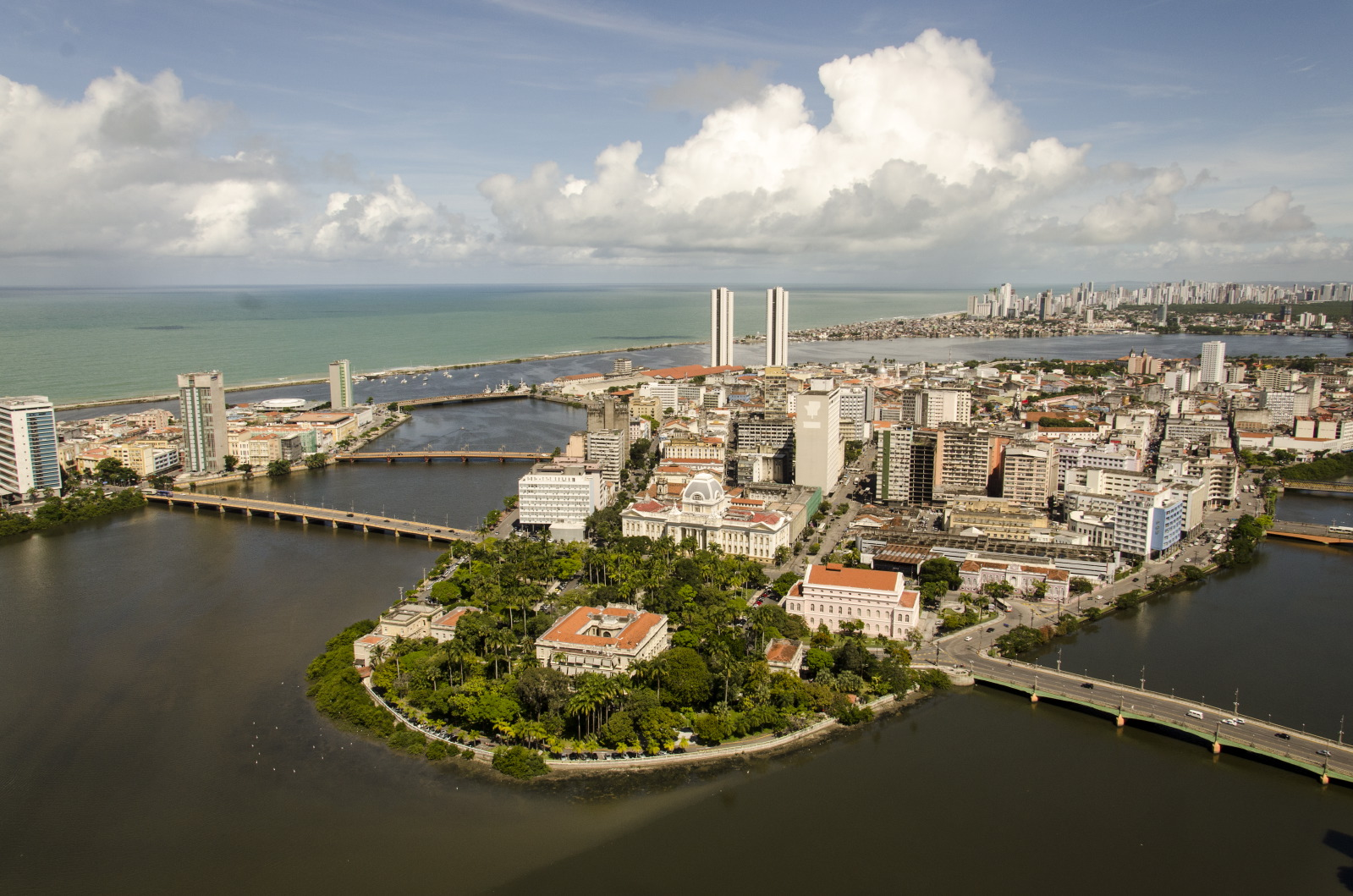
Na década de 1970 o Recife era ainda a terceira maior metrópole do Brasil. Na foto, pontes centenárias no trecho de confluência dos rios Capibaribe e Beberibe.

No dia 26 de julho de 1930, o advogado e político João Pessoa, que tinha sido naquele ano candidato a vice-presidente na chapa encabeçada por Getúlio Vargas — e derrotada por Júlio Prestes —, foi assassinado por João Duarte Dantas na Confeitaria Glória, na Rua Nova, Centro do Recife. O crime foi um dos estopins da Revolução de 1930.
Em 1934, Pernambuco assumiu posição inovadora ao contratar o paisagista Burle Marx e o arquiteto Luiz Nunes. Burle Marx projetou no Recife os seus primeiros jardins públicos. No bairro de Boa Viagem a elite recifense possuía casas de veraneio.
Na década de 1950, o Recife ganhou seu contorno urbano atual, com o crescimento populacional ocasionado pela migração de pessoas do interior nordestino e a extinção dos mocambos, obrigando a população pobre a viver nos morros. A cidade já buscava mostrar uma perspectiva positiva de si, escondendo as mazelas sociais.
Em 1966, houve um atentado terrorista cujo alvo era o ditador militar e então presidente da República, Arthur da Costa e Silva, enquanto desembarcava no Aeroporto dos Guararapes. Houve mortos e feridos, mas o presidente escapou, chegando ao Recife de carro a partir de João Pessoa. Um dos principais centros de atuação do Regime Militar no país, foi na metrópole pernambucana que se iniciou, em 1983, o movimento "Diretas Já", que se expandiu por todo o país e foi responsável por apressar o fim da ditadura no Brasil.
Em 2009, o Cindacta III, sediado no Recife, coordenou a busca pelos destroços do voo Air France 447, considerado o pior acidente aéreo da história da aviação brasileira.